# Vorarlberger Landessiegel

Vorarlberger Landessiegel

Das Vorarlberger Landessiegel dient zur Beglaubigung von Urkunden. 
Es ist kreisförmig und weist das Vorarlberger Wappen mit der Umschrift „Land Vorarlberg“ auf. An die Stelle von Petschaften, die in Wachs oder Siegellack gedrückt wurden, traten seit dem 19. Jahrhundert Gummi- und Trockenstempel mit dem Landeswappen.
Der Prägestock wird von der Vorarlberger Landesregierung verwahrt und das Recht zur Führung steht nur dem Präsidenten des Landtages sowie der Landesregierung zu.

## Geschichte

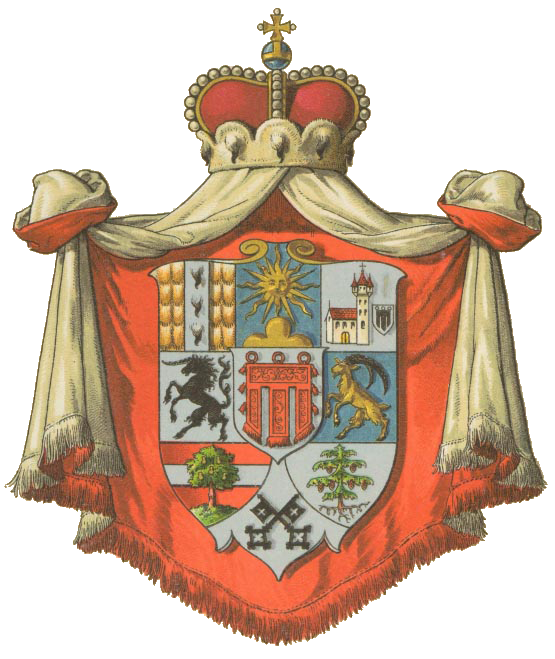
Wappen Vorarlbergs bis 1918

Siegel dienen seit dem hohen Mittelalter allgemein zur Beglaubigung von Urkunden. 
Die Vorarlberger Stände führen lange Zeit kein eigenes Siegel. An die Urkunden hängten die drei dominierenden Städte Bregenz, Feldkirch und Bludenz ihre Siegel an. Später werden diese drei städtischen Siegel wohl 1762 aus technischen Gründen zum Siegel der Vorarlberger Landstände zusammengezogen. 1849 wird Vorarlberg mit Tirol vereinigt und erst durch das Februarpatent 1861 als eigenes Land in einer Verwaltungseinheit mit der „gefürsteten Grafschaft Tirol“ anerkannt. Bis 1918 zeigte das Landessiegel das von Kaiser Franz Josef im Jahr 1863 verliehene Landeswappen.

Mit der Gestaltung eines Landessiegels wurde dem Kaiser ein Vorschlag für ein Landeswappen unterbreitet. Dieser wurde genehmigt und seit 1918/19 zeigt das Landessiegel das neue Landeswappen.

1969 wurde es als Landessymbol gesetzlich verankert und 1984 wurden entsprechende Vorschriften die Landesverfassung aufgenommen.

## Rechtsgrundlage
Die staatlichen Symbole des Landes sind das Landeswappen, das Landessiegel, die Landeshymne und die Landesfarben.
Die Rechtsgrundlage stellt der Art. 6 Abs. 3 der Vorarlberger Landesverfassung dar:
„Das Landessiegel weist das Landeswappen mit der Umschrift ‚Land Vorarlberg‘ auf.“
Das Landessiegel ist im Gesetz über die Landessymbole, LGBl.Nr. 11/1996, 58/2001, näher geregelt. Das Recht zur Führung der Dienstflagge steht nur dem Präsidenten des Landtages und den Mitgliedern der Landesregierung zu. Gemäß §§ 248 Abs. 2, 225 und 227 Strafgesetzbuch, BGBl.Nr. 60/1974, genießt das Landessiegel auch strafrechtlichen Schutz.